# Bally’s Las Vegas
A Bally's Las Vegas egy hotel és kaszinó Las Vegasban, a Las Vegas Stripen, a Nevada állambeli Paradise városában, az Amerikai Egyesült Államokban.
A szállodát a Caesars Entertainment működteti.
A szálloda 2814 nagy szobával (42 m²), valamint számos rendezvényre alkalmas teremmel rendelkezik. A kaszinó 6200 m²-es.
A szállodakomplexum jellegzetessége az egyik bejárat, ahol a neonfénnyel körbevett mozgó járdán lehet bejutni a kaszinóterembe a Las Vegas Boulevard-ról. A szállodának van egy Las Vegas Monorail állomása. A Monorail automatikusan működő egysínű vasút, mely a főbb szállodákat köti össze. A Bally’s 1981-től folyamatosan látható produkciója a „Jubilee!” című burleszk show.
1980-ban, amikor még MGM Grand néven működött, a szálloda nagy tűzvész helyszíne volt, 84 halottal.

## Jegyzetek

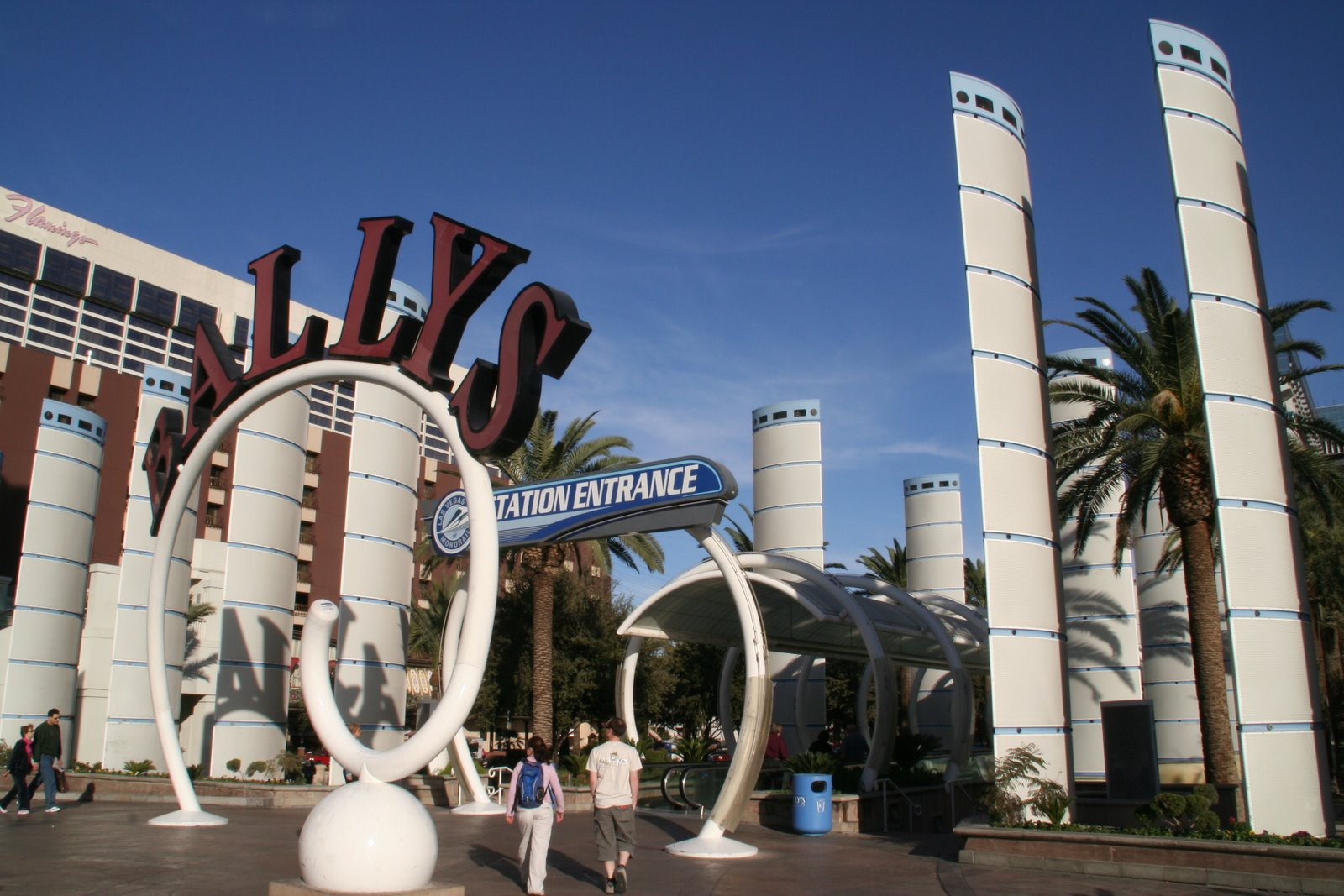
Bally’s

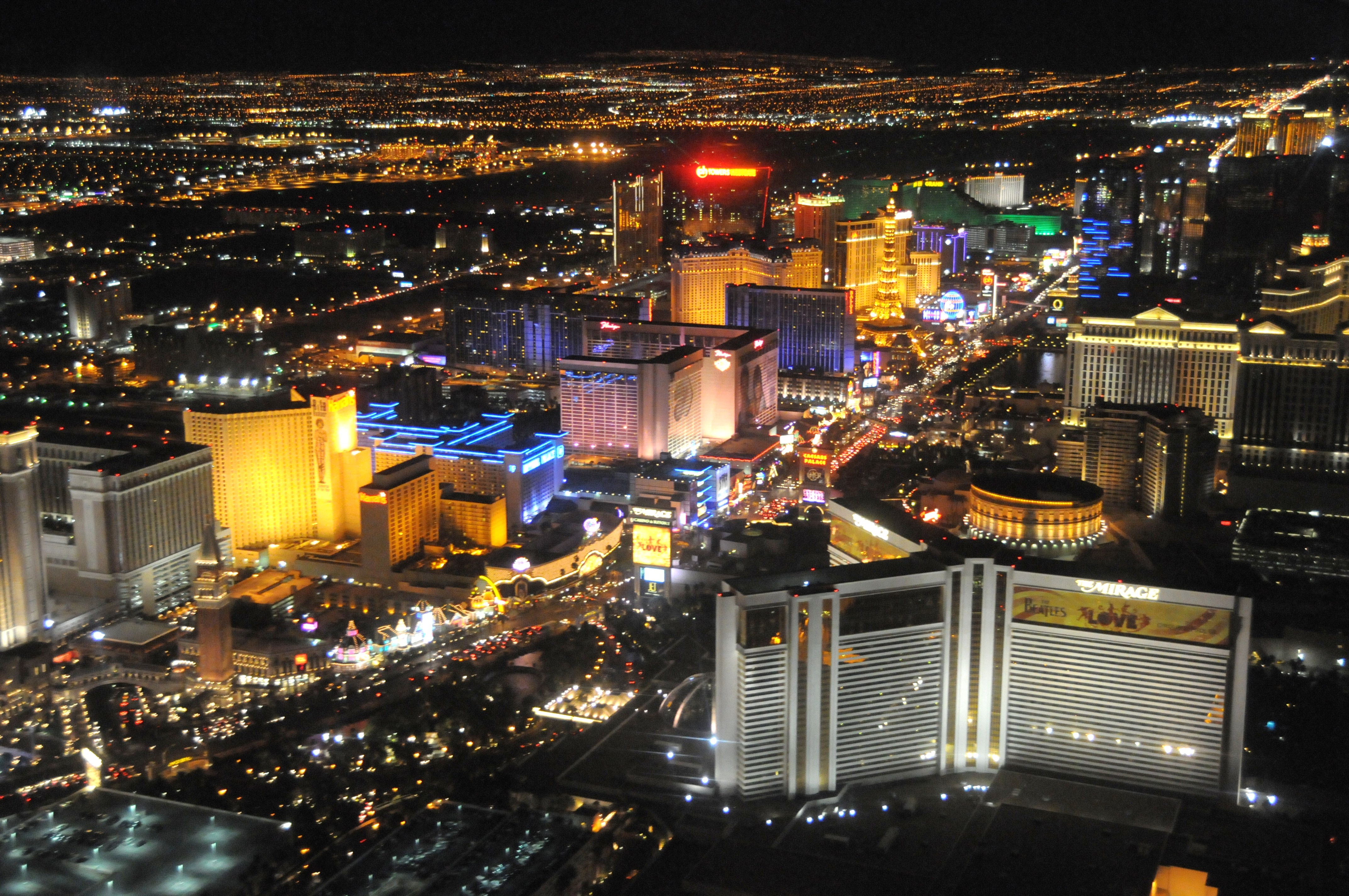
Las Vegas Strip

## További Információk
- www.ballyslasvegas.com

## Fordítás
- Ez a szócikk részben vagy egészben  a   Bally's Las Vegas című angol Wikipédia-szócikk ezen változatának fordításán alapul.  Az eredeti cikk szerkesztőit annak laptörténete sorolja fel. Ez a jelzés csupán a megfogalmazás eredetét és a szerzői jogokat jelzi, nem szolgál a cikkben szereplő információk forrásmegjelöléseként.